# Капо Мацо (Напуљ)
Капо Мацо је насеље у Италији у округу Напуљ, региону Кампанија.
Према процени из 2011. у насељу је живело 581 становника. Насеље се налази на надморској висини од 25 м.